# چی‌آکی (شخصیت تلویزیونی)
چی‌آکی (انگلیسی: Chiaki؛ زادهٔ ۲۶ اکتبر ۱۹۷۱) خواننده، صداپیشه، شخصیت‌های تلویزیونی در ژاپن، و طراح مد اهل ژاپن است.